# Alfons Maria Jakob
Alfons Maria Jakob (Aschaffenburg, Baviera, Alemania, 2 de julio de 1884 - Hamburgo, 17 de octubre de 1931) fue un neurólogo alemán que ofreció importantes contribuciones a la neuropatología.
Hijo de un comerciante, estudió medicina en Múnich, Berlín y Estrasburgo hasta obtener su doctorado en 1908. Al año siguiente comenzó su trabajo clínico bajo la dirección del psiquiatra Emil Kraepelin y trabajó en los laboratorios de Franz Nissl y Alois Alzheimer.
En 1911 llegó a Hamburgo para trabajar con Theodor Kaes y se convirtió en director del laboratorio de anatomía patológica del Hospital Psiquiátrico Estatal de Hamburgo-Friedrichsberg. Tras la muerte de Kaes in 1913, Jakob recibió su cargo.
Luego de servir en las fuerzas de su país durante la Primera Guerra Mundial, volvió a Hamburgo y comenzó a progresar en los cargos académicos. Se especializó en neurología en 1919 y fue nombrado profesor de su especialidad en 1924. Bajo su orientación el departamento comenzó a crecer rápidamente, mientras Jakob hacía notables contribuciones en el campo del traumatismo encefálico y la degeneración nerviosa secundaria.
Publicó cinco monografías y más de 75 artículos. Sus estudios neuropatológicos contribuyeron a la definición clínica de varias enfermedades, incluyendo a la esclerosis múltiple y la ataxia de Friedreich. Reconoció y describió por vez primera el Síndrome de Alpers y —junto a Hans-Gerhard Creutzfeldt— la Enfermedad de Creutzfeldt-Jakob en 1920. Acumuló una inmensa experiencia en neurosífilis, llegando a dirigir un hospital de 200 camas exclusivamente dedicado a ese mal. Jakob hizo una gira de conferencias por Estados Unidos y Sudamérica, donde escribió un artículo acerca de la fiebre amarilla.
Sufrió de osteomielitis durante los últimos siete años de su vida. Este trastorno le causó un absceso retroperitoneal y un íleo paralítico. Se lo operó, pero falleció poco después de la intervención.

## Algunas publicaciones
- Die extrapyramidalen Erkrankungen mit besonderer Berücksichtigung der pathologischen Anatomie und Histologie und der Pathopsychologie der Bewegungsstörungen; en: Monographien aus dem Gesamtgebiete der Neurologie und Psychiatrie 37, Berlín, 1923.

- Normale und pathologische Anatomie und Histologie des Großhirns. Sonderdruck des Handbuchs der Psychiatrie, Leipzig und Wien, 1927–1928.

- Das Kleinhirn; en: Handbuch der mikroskopischen Anatomie, Berlín, 1928.

- Die Syphilis des Gehirns und seiner Häute; en: Oswald Bumke (ed.) Handbuch der Geisteskrankheiten. Berlín, 1930.